# Mechraa Hammadi
Mechraa Hammadi (en àrab مشرع حمادي, Maxraʿ Ḥammādī; en amazic ⵎⵛⵕⵄ ⵃⵎⵎⴰⴷⵉ) és una comuna rural de la província de Taourirt, a la regió de L'Oriental, al Marroc. Segons el cens de 2014 tenia una població total de 5.646 persones.